# Priaulx League 2013-14
La Priaulx League 2013-14 fue la 109.ª edición de la máxima categoría de fútbol en Guernsey.

## Tabla de posiciones
|   | Equipos               | PJ | PG | PE | PP | GF | GC | Pts |
| - | --------------------- | -- | -- | -- | -- | -- | -- | --- |
| 1 | Belgrave Wanderers FC | 24 | 17 | 6  | 1  | 88 | 29 | 57  |
| 2 | Northerners AC        | 24 | 14 | 4  | 6  | 68 | 44 | 46  |
| 3 | Rangers FC            | 24 | 9  | 7  | 8  | 41 | 44 | 35  |
| 4 | Vale Recreation FC    | 24 | 10 | 3  | 11 | 39 | 53 | 33  |
| 5 | Sylvans SC            | 24 | 8  | 4  | 12 | 34 | 50 | 28  |
| 6 | Rovers FC             | 24 | 7  | 2  | 15 | 31 | 61 | 23  |
| 7 | Saint Martins FC      | 24 | 4  | 4  | 16 | 30 | 50 | 16  |